# Sân vận động Khartoum
Sân vận động Quốc tế Khartoum (tiếng Ả Rập: استاد الخرطوم) là một sân vận động đa năng ở Khartoum, Sudan. Sân hiện đang được sử dụng chủ yếu cho các trận đấu bóng đá. Sân vận động có sức chứa 23.000 người. Đây là sân nhà của Khartoum và Al Ahli Khartoum. Sân đã được cải tạo vào năm 2010 cho Giải vô địch bóng đá quốc gia châu Phi 2011.

## Lịch sử
Sân vận động được khánh thành vào năm 1957 dưới tên Sân vận động Thành phố để tổ chức giải đấu bóng đá châu Phi đầu tiên của các quốc gia, Cúp bóng đá châu Phi 1957. Sân cũng đã tổ chức Cúp bóng đá châu Phi 1970 và Giải vô địch bóng đá quốc gia châu Phi 2011. Sân vận động được sử dụng cho cả bóng đá nam và nữ.